# Acid iodic
Acid iodic, công thức hóa học HIO3, là một chất rắn trắng hoặc gần trắng. Nó hòa tan trong nước rất tốt, nhưng nó cũng tồn tại trong trạng thái tinh khiết, trái ngược với acid chloric hoặc acid bromic. Acid iodic chứa iod ở trạng thái oxy hóa +5 và nó là một trong những acid chứa oxy ổn định nhất của halogen trong trạng thái thuần khiết. Khi acid iodic được nung nóng cẩn thận, nó khử nước tới điod pentoxide. Sau đó nung nóng tiếp thì điod pentoxide tiếp tục phân hủy, cho ra một hỗn hợp iod, oxy và các iod oxide thấp hơn.

## Điều chế
Acid iodic có thể được điều chế bằng cách oxy hóa I2 với các chất oxy hóa như acid nitric HNO3, chlor Cl2, acid chlorric HClO3 hoặc hydro peroxide H2O2:
I2 + 6H2O + 5Cl2 ⇌ 2HIO3 + 10 HCl

## Tính chất
Acid iodic là một acid tương đối mạnh với pKa là 0,75. Nó là một chất oxy hóa trong trạng thái dung dịch, ít hơn trong trạng thái cơ bản. Khi acid iodic đóng vai trò như chất oxy hóa, thì sản phẩm của phản ứng này là iod, hoặc ion iodide. Trong một số điều kiện đặc biệt (pH rất thấp và nồng độ cao của ion chloride, ví dụ trong acid chlorhydric đặc), acid iodic bị khử thành iod trichloride, một hợp chất vàng sáng trong dung dịch và không có sự giảm thêm nào nữa. Trong trường hợp không có ion chloride, khi có một lượng chất khử dư thừa, thì tất cả các muối iodat đều được chuyển thành ion iod. Khi có một lượng iod dư, thì một phần của muối iodat được chuyển thành iod. Nó có thể được sử dụng điều chế theo phương thức ion hóa để hình thành alkyl muối halogen.

## Ứng dụng
Acid iodic được sử dụng như là một acid mạnh trong hóa phân tích. Nó có thể được sử dụng để chuẩn hóa các dung dịch của cả base yếu và base mạnh, với đỏ metyl hoặc cam metyl như là chỉ số.